# Älvsborgsbrigaden

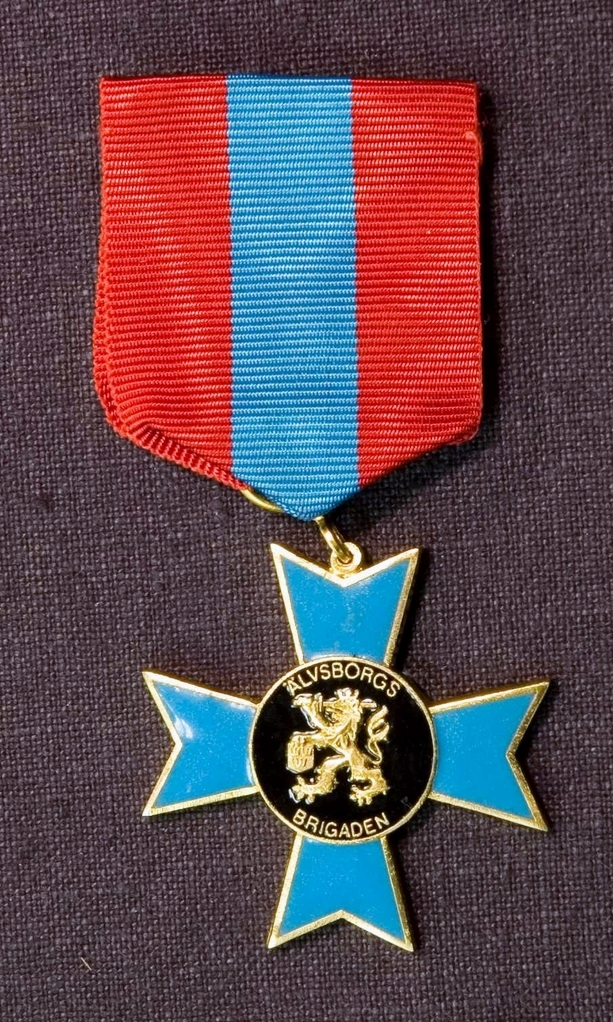
Förtjänstmedalj för Älvsborgsbrigaden

För andra betydelser, se Älvsborg (olika betydelser).
Älvsborgsbrigaden (IB 15) var en infanteribrigad inom svenska armén som verkade i olika former åren 1949–1997. Förbandsledningen var förlagd i Borås garnison i Borås.

## Historik
Älvsborgsbrigaden sattes upp åren 1949–1951, under namnet Älvsborgsbrigaden (PB 5), genom att fältregementet (krigsförbandet) Älvsborgs regemente (I 45) omorganiserades genom försvarsbeslutet 1948 till pansarbrigad. Åren 1949–1958 hade Älvsborgsbrigaden en systerbrigad vars namn var Västgötabrigaden (IB 15), vilken genom försvarsutredning 1988 upplöstes 1991.
I samband med försvarsbeslutet 1958 beslutades det att åtta pansarbrigader med nya stridsfordon skulle organiseras inom armén. Ett beslut som av ekonomiska skäl ändrades i augusti 1960, till att endast omfatta sju pansarbrigader. Dock var det inte helt självklart att Älvsborgs regemente (I 15) skulle bli det regemente den sjunde pansarbrigaden skulle utbildas vid. Vilket regementet det skulle bli, kom att stå mellan Norra skånska infanteriregementet (I 6) och Älvsborgs regemente (I 15).
Med tanke på att Älvsborgs regemente sedan 1951 hade utbildat pansarinfanteri till både Älvsborgsbrigaden (PB 5) och Skaraborgsbrigaden (PB 9), kunde det tyckas att regementet borde legat närmst till hands. Dock meddelade arméchefen Thord C:son Bonde den 9 januari 1962 att Norra skånska infanteriregementet skulle omorganiseras till pansarregemente. Och att Älvsborgsbrigaden (PB 5) skulle avvecklas som pansarbrigad senast 1968. Och Kristianstadsbrigaden (IB 26) blev den brigad vid Norra skånska infanteriregementet (I 6) som skulle omorganiseras till typförbandet Pansarbrigad 63 (PB 63). Kristianstadsbrigaden var dock inte helt organiserad som pansar förrän 1968–1969. Den 1 april 1963 återgick Älvsborgs regemente och Älvsborgsbrigaden till infanteriet. Älvsborgsbrigaden skulle dock vara helt avvecklad och omorganiserad till infanteri 1968. Arméfälttjänstövning (AFÖ 64) blev den sista övningen som Älvsborgsbrigaden uppträdde som pansarbrigad.
Inför försvarsbeslutet 1992 föreslog regeringen att krigsorganisationen skulle spegla fredsorganisationen. Därmed föreslogs att brigaden vid Älvsborgs regemente skulle avskiljas, och bilda ett självständigt kaderorganiserat krigsförband. Den 1 juli 1994 avskildes brigaden från regementet, och blev ett kaderorganiserat krigsförband inom Södra militärområdet (Milo S). Brigaden antog med det namnet Älvsborgsbrigaden (IB 15).
Inför försvarsbeslutet 1996 föreslog Försvarsmakten att omlokalisera Livregementets husarer till Borås. För att där bilda en större armégarnison bestående av Älvsborgs regemente, Älvsborgsbrigaden och Livregementets husarer. Regeringen ansåg dock att Livregementets husarer skulle kvarstå i Karlsborg. Vidare hade Försvarsmakten föreslagit att även avveckla Göta luftvärnskår i Halmstad. Men även där ansåg regeringen att Göta luftvärnskår skulle kvarstå. Istället förslog regeringen att Älvsborgsbrigaden och Älvsborgs regemente skulle avvecklas. Detta då garnisonen i Borås ansågs ha begränsade utvecklingsmöjligheterna beträffande produktion av mekaniserade förband. Att avveckla garnisonen i Borås, skulle samtidigt ge möjligheten att sänka kostnaderna genom att bibehålla garnisonen i Halmstad.
Avvecklingen av Älvsborgs regemente samt Älvsborgsbrigaden gjorde i två etapper. Den första etappen var att grundutbildningen vid Älvsborgsbrigaden (IB 15) av värnpliktiga upphörde den 31 december 1997, den andra var när regementet med försvarsområdesstab avvecklades den 30 juni 1998.

## Verksamhet
När brigaden bildades kom Älvsborgs regemente (I 15) tillsammans med Skaraborgs regemente (P 4) att utbildad två pansarbrigader. Där Älvsborgs regemente stod för pansarinfanteri, medan Skaraborgs regemente stod för pansartrupper till Älvsborgsbrigaden och Skaraborgsbrigaden.
Efter beslut om att Älvsborgsbrigaden skulle omorganiseras till infanteribrigad, kom den att kvarstå fram till 1969 som pansarbrigad. Detta på grund av att Kristianstadsbrigaden ej var utbildad och tillförda stridsfordon i den omfattning som behövdes. Älvsborgsbrigaden kom dock att kvarstå i brigadorganisationen Pansarbrigad 58, medan övriga pansarbrigader gått in i organisationstypen Pansarbrigad 63.
År 1963 överfördes Älvsborgsbrigaden till infanteriet och fick där beteckningen IB 45. Brigaden bibehöll dock sina stridsvagnar av typen Stridsvagn 74, vilka kom att ingå i infanteribrigadernas stormkanonkompanier. Samtidigt lämnade brigaden brigadorganisationen Pansarbrigad 58 (PB 58) och övergick till Infanteribrigad 66 (IB 66). Åren 1978–1982 kom IB 45 att omorganiseras till typförbandet Infanteribrigad 77 (IB 77).
Som ett led av försvarsbeslutet 1992 blev brigaden en av de sex ursprungliga infanteribrigader som skulle mekaniseras, och med det utrustas med de rysktillverkade pansarskyttefordonen BMP-1 och MT-LB med svensk benämning pbv 501 och pbv 401. Organisationen brigaden skulle gå in i kallades IB 2000, och denna skulle vara i produktion 2004 och helt genomfört 2006. Brigaden hann dock aldrig gå in i den nya organisationen på allvar, då den avvecklades tillsammans med regementet den 31 december 1997.

### Internationell verksamhet
År 1996 ansvarade brigaden tillsammans med Skaraborgsbrigaden (PB 9) och Hallandsbrigaden (IB 16) för uppsättningen av BA 07. BA 07 var den sjunde bataljonen av de så kallade bosnienbataljonenerna.

### Bataljoner
- 1. brigadskyttebataljonen (Pbv 501)
- 2. brigadskyttebataljonen (Pbv 501)
- 3. brigadskyttebataljonen (Pbv 501)
- 4. brigadskyttebataljonen (Pvrb 55/TOW)
- Brigadluftvärnsbataljon (Lvrbs 70)
- Brigadhaubitsbataljon (Haub 77)
- Brigadpionjärsbataljon

## Heraldik och traditioner

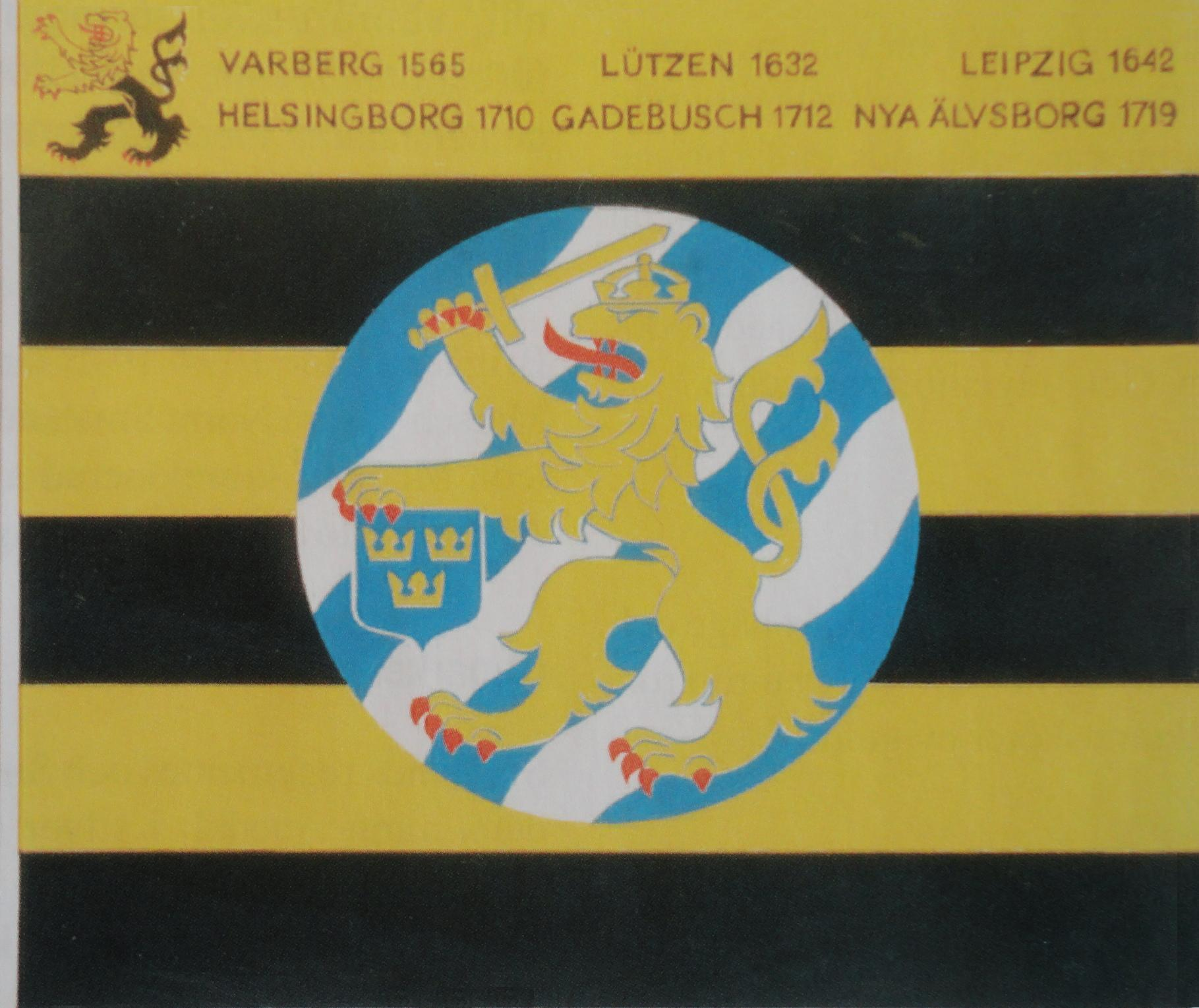
Älvsborgsbrigadens fana

Älvsborgsbrigaden delade heraldik och traditioner med Älvsborgs regemente. När Älvsborgsbrigaden blev ett självständigt förband 1994, kom brigaden att överta beteckning IB 15, som fram till den 30 juni 1991 burits av systerbrigaden Västgötabrigaden. År 1995 tilldelades Älvsborgsbrigaden en ny fana, vilken överlämnades av ÖB, general Owe Wiktorin. Brigadens fana skiljde sig åt från regementets fana genom att det i övre inre hörnet återfanns landskapet Västergötlands vapenbild i gult och svart. Idag föres fanan som förstafana av Elfsborgsgruppen och förvaras i Göteborg.
År 1994 instiftades Älvsborgsbrigadens förtjänstmedalj i guld (ÄlvsbbrigGM). I samband med att brigaden avvecklades, instiftades Älvsborgsbrigadens minnesmedalj i silver (ÄlvsbbrigGM).

## Förbandschefer
Brigadchefer åren 1949–2000. Åren 1949–1994 var brigadchefen tillika ställföreträdande chef vid Älvsborgs regemente.

- 1949–1983: ???
- 1983–1984: Överste Percurt Green
- 1984–1990: ???
- 1990–1993: Överste Björn Karlsson
- 1994–1995: Överste Lars Josefson
- 1995–1995: Överstelöjtnant Lennart Klevensparr
- 1995–1997: Överste Mats Ekeroth
- 1997–1997: Överste 1. graden Matts Liljegren [i]

## Namn, beteckning och förläggningsort
| Älvsborgsbrigaden | 1949-10-01 | – | 1997-12-31 |

| PB 5  | 1949-10-01 | – | 1963-03-31 |
| IB 45 | 1963-04-01 | – | 1994-06-30 |
| IB 15 | 1994-07-01 | – | 1997-12-31 |

| Borås garnison (F) | 1949-10-01 | – | 1997-12-31 |